# Veia umbrosa
Veia umbrosa är en fjärilsart som beskrevs av George Francis Hampson 1926. Veia umbrosa ingår i släktet Veia och familjen nattflyn. Inga underarter finns listade i Catalogue of Life.